# Arapaho

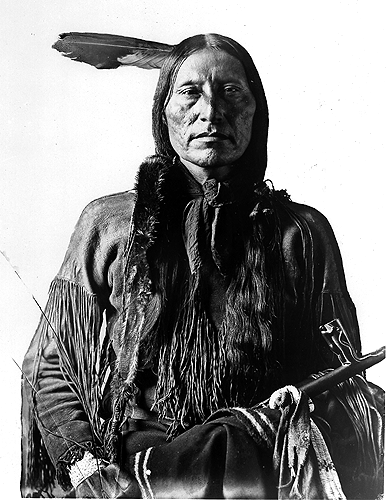
Scabby Bull, ein Arapaho-Indianer, 1898

Die Arapaho [əˈræpəˌhəʊ -] oder Arapahoe sind ein Indianervolk Nordamerikas und gehörten wie ihre engsten Verbündeten – die Cheyenne – als nomadische Plainsindianer zum Kulturareal der Prärien und Plains. Zudem waren beide Völker ab 1750 die dominante militärische sowie politische Macht der Central Plains und der Front Range im Westen von Nebraska und Kansas, im Südosten von Wyoming sowie im Osten von Colorado.
Historisch waren sie enge Verbündete der Cheyenne und später ihrer vormaligen Feinde, der Lakota Sioux, Comanche, Kiowa und Plains Apache. Zu ihren traditionellen Feinden zählten die Shoshone, Ute, Osage und Pawnee. Auch die verwandten Gros Ventre wurden oftmals hartnäckig bekämpft, da diese sich zu ihrem Schutz jeweils den Arapaho feindlich gesinnten mächtigen Stammesallianzen angeschlossen hatten – zuerst als Mitglied der Blackfoot-Konföderation (von etwa 1793 bis 1861) und danach als Mitglied der Cree-Assiniboine-Allianz (Nehiyaw-Pwat).
Ursprünglich bestanden die Arapaho aus fünf unabhängigen Dialekt- sowie Stammesgruppen, die entlang des Red River of the North im Norden Minnesotas und im Westen der Großen Seen im Gebiet des Kulturareals des Nordöstlichen Waldlandes lebten, die jedoch zusammen mit den Cheyenne dem Druck der mit Gewehren bewaffneten und militärisch überlegenen Ojibwe und Assiniboine nach Westen und Südwesten ausweichen mussten. Auf dieser Wanderung blieb die nördlichste Stammesgruppe Anfang des 18. Jahrhunderts im Norden Montanas sowie Süden Manitobas und Saskatchewans zurück, während die vier übrigen Stammesgruppen weiter nach Süden und Südwesten auf die Central Plains und in die Front Range zogen. Gegen 1750 hatten sich zwei separate Volksstämme entwickelt: die im Norden auf den Nördlichen Plains verbliebenen Gros Ventre sowie die nach Süden und Südwesten gezogenen Arapaho.
Seit 1878 leben die Northern Arapaho zusammen mit dem Eastern Shoshone Tribe auf der Wind River Indian Reservation in Wyoming und sind als Arapaho Tribe of the Wind River Reservation anerkannt; die Southern Arapaho leben zusammen mit den Southern Cheyenne in Oklahoma und bilden den ebenfalls auf Bundesebene anerkannten Stamm der Cheyenne and Arapaho Tribes.
Die Arapaho versuchten sich aus den Kriegen mit den Vereinigten Staaten herauszuhalten, wurden jedoch 1864 Opfer des Sand-Creek-Massakers, als Colonel Chivington ein Lager von Cheyenne und Arapaho auslöschte, das unter dem Schutz der US-Regierung stand. Die Überlebenden flohen nach Wyoming und baten die Shoshone um Land; andere sannen auf Rache und nahmen am sog. Red-Cloud-Krieg von 1866 bis 1868 (auch bekannt als Bozeman-Trail- oder Powder-River-Krieg) an der Seite der Northern Cheyenne und Lakota teil, der vorläufig mit einem vollständigen Sieg der vereinigten Stämme endete. Zusammen mit (meist) Northern Cheyenne und Lakota kämpften einige Arapaho 1876 in der Schlacht am Little Bighorn River gegen das 7. US-Kavallerie-Regiment unter George A. Custer.

## Stammesbezeichnung und Namen

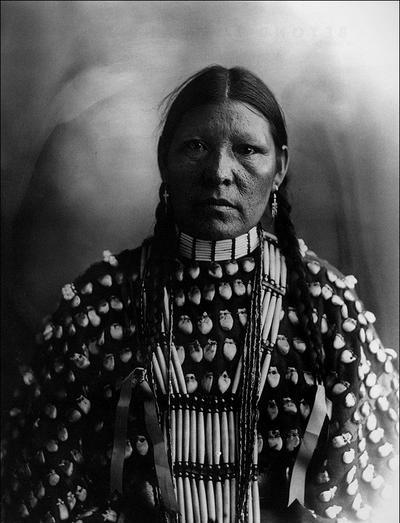
Freckle Face, Arapaho-Frau, 1898

Nach verbreiteter Ansicht leitet sich der heutige Stammesname Arapaho von einem Wort der feindlichen Pawnee – entweder von raapuh / raapih („handeln“) oder von tirapihu / larapihu („Händler“) her; eine konkurrierende Lehrmeinung behauptet jedoch, der Name leite sich aus der Sprache der ebenfalls feindlichen Absarokee (Crow) ab, die die Arapaho als Alappaho („Volk mit vielen Tätowierungen“) bezeichneten, das die europäischen Händler dann in Arapaho verballhornten – die Arapaho selbst kennen keinen Laut für „r“. Die Cree nannten sie ebenfalls Assaso Iyiniwak („Tätowiertes Volk“). Die Absarokee- und Cree-Namen bezogen sich auf die überlieferte Tradition unter den Arapaho, ihren Jungen drei horizontale Punkte auf die Brust und den Mädchen einen Punkt auf die Stirn zu tätowieren; dies geschah, um nach einem eventuellen Überfall und Raub der Kinder beziehungsweise Frauen durch einen feindlichen Stamm diese eventuell bei der Befreiung im feindlichen Lager wieder identifizieren zu können.
Die Cheyenne nannten sie Hetanevo’eo’o („Wolken-Menschen“), die Lakota auch Maȟpíya Thó (‚Blue Cloud Men‘, ‚Blue Sky People‘ – „Blaue-Wolken-Menschen“, „Blaue-Himmel-Volk“) und die Assiniboine ebenfalls Maȟpíyato. Alle diese Namen könnten von der ursprünglichen Eigenbezeichnung der Arapaho als Heeteinono’eino herrühren.
Die Pawnee bezeichneten die Arapaho – wie viele andere Stämme übrigens auch – als Sarí’itihka / Sári’itihka („Hundefleischesser“), die Comanche nannten sie ebenfalls Saria Tʉhka / Säretika (Sata Teichas), die Caddo Detseka’yaa und die Wichita-Völker Nia’rhari’s-kûrikiwa’ahûski, was alles in etwa „Hundeesser“ bedeutet (auch die Shoshone und Ute hatten ähnliche Bezeichnungen).
Die Arikaree hingegen nannten sie Tuhkanihnaáwiš / Kun na-nar-wesh (‚Grey Stone Village‘ oder ‚Colored Stone Village People‘), da unter den Handelsgütern der Arapaho sich vielleicht auch Schmucksteine aus dem Südwesten befanden.
Da die Hidatsa die Arapaho auch als E-tah-leh / Ita-Iddi (‚Bison Path People‘) bezeichneten, übernahmen die Franzosen wahrscheinlich diesen Namen, so dass in der älteren französischsprachigen Literatur beide – Arapaho und Gros Ventre – auch als Gens de Vache („Büffelvolk“, „Bisonvolk“) bekannt sind. Die meist in englischen Texten (zum Beispiel Lewis und Clark) auftauchenden Stammesbezeichnungen als Kananavich, Ca-ne-na-vich oder Kanenavich scheinen Verballhornungen entweder der französischen Namensgebung Gens de Vache oder des Arikara-Namens zu sein.
Da die Arapaho die verwandten Gros Ventre verächtlich als Hitouunenno, Hitúnĕna oder Hittiuenina („Bettler“, wörtlich „Schmarotzer“) bezeichneten, übernahmen dies die verbündeten Cheyenne und nannten sie ebenfalls Hestóetaneo’o („Jene, die um Fleisch betteln“, „Schmarotzer“). Da die Franzosen diese Bezeichnung in der Zeichensprache der Plains als „Gros Ventres“ („Fette Bäuche“, statt des Zeichens für „Hunger“) missinterpretierten, wurden sie seitdem im Französischen als Gros Ventres oder im Englischen als Big Bellies bezeichnet.
Sich selbst nannten (nennen) die Arapaho wie viele andere indigene Völker einfach Hinono’eino, Hinanae’inan oder Inuna-Ina („unser Volk“ oder einfach „Volk“), ist jedoch der gesamte Arapaho-Stamm gemeint, wird die Bezeichnung Hinono’eiteen („Arapaho Nation“) verwendet.

## Dialekt- und Stammesgruppen der Arapaho-Atsina (Gros Ventre)
Wie bereits erwähnt, gab es ursprünglich fünf unabhängige Dialekt- und Stammesgruppen, die sich während der Wanderung zwischen 1700 und 1750 westwärts und südwärts auf die Plains zu zwei separaten Volksstämme entwickelten, die sogar feindlichen Stammesallianzen angehörten: Die nördlichste Dialekt- und Stammesgruppe blieb auf den nördlichen Plains zurück und entwickelte sich zu den Atsina (Gros Ventre), während die vier übrigen Dialekt- und Stammesgruppen weiter nach Süden und Südwesten auf die Central Plains und in die Front Range zogen und sich dort zu den Arapaho entwickelten.
Jede Stammesgruppe sprach ihren eigenen Dialekt (oder eine Arapaho-Sprache), von denen manche vom eigentlichen Arapaho in verschiedener Form und Stärke abwich – jedoch waren alle Dialekte beziehungsweise Arapaho-Sprachen (Arapaho-Atsina) untereinander gegenseitig verständlich. Diese führte auch dazu, dass die einzelnen Stammesgruppen jeweils meist ihre eigene Identität und Sprache lange bewahren konnten, auch wenn sie sich später politisch neu organisieren sollten. Die Dialekte der Haa’ninin (Atsina / Gros Ventre), Beesowuunenno’ und Hinono’eino (eigentliches Arapaho) waren eng untereinander verwandt, während die Dialekte der Nanwacinaha’ana und Hánahawuuena am meisten von diesen abwichen. Nach Aussagen der Ältesten der Arapaho jedoch war der Dialekt der Hánahawuuena der am schwersten zu verstehende Dialekt.
Der Anthropologe Alfred Kroeber identifizierte diese fünf Dialekt- und Stammesgruppen wie folgt (von Süden nach Norden):
- Nanwacinaha’ana, Nawathi’neha („im Süden/südlich lebendes Volk“) oder Nanwuine'nan / Náwunena, Noowothiineheeno' / Noowunenno („Südliches Volk“), ihre heute ausgestorbene Sprache bzw. Dialekt Nawathinehena war einer der am stärksten abweichenden Dialekte – sie entwickelten sich zu den späteren Southern Arapaho.
- Hánahawuuena, Hananaxawuune’nan oder Aanû’nhawa („Felsenleute“, „Felsenvolk“, vielleicht mit Bezug auf die Rocky Mountains), ihre Stammesgebiete grenzten im Norden an die der Nanwacinaha’ana, sie sprachen die heute ebenfalls ausgestorbene Sprache bzw. Dialekt Ha’anahawunena und entwickelten sich später zu den Northern Arapaho.
- Hinono’eino, Hinanae’inan oder Inuna-Ina (ursprünglich „wahre Arapaho“ oder „eigentliche Arapaho“, später mit der Bedeutung als „unser Volk“ auf alle Arapaho übertragen) oder eigentliche Arapaho, sprachen Hinónoʼeitíít / Heenetiit oder eigentliche Arapaho-Sprache der Arapaho-Sprachen – entwickelten sich später zum Nucleus der Northern Arapaho und galten unter den anderen Arapaho als Mutterstamm.
- Beesowuunenno, Baasanwuune’nan oder Bäsawunena („Volk mit großen Behausungen“ oder „Wigwam/Grashütten Volk“), lebten weiter nördlich der Hinono'eino, ihre Kriegstrupps nutzten unterwegs ähnliche Behausungen wie das Wigwam ähnlich der Algonkin-Stämme rund um die Großen Seen, laut Überlieferung verließen sie ihre ursprüngliche Heimat später als die anderen Arapaho-Gruppen (manche Arapaho und Linguisten behaupten daher auch ihr Name bedeute „Volk der Großen Seen“ oder „Volk am großen Wasser“, jedoch ist heute keine allgemein anerkannte Übersetzung bekannt), sprachen die heute ebenfalls ausgestorbene Sprache bzw. Dialekt Besawunena bzw. Beesoowuuyeitiit der Arapaho-Sprachen – die meisten schlossen sich den Northern Arapaho an, einige den Southern Arapaho sowie den Gros Ventre (Atsina).
- Haa’ninin, A’aninin, Ahahnelin oder A’ani („Volk der weißen Ton(erde)“ oder „Kalkvolk“), waren die nördlichste Dialekt- und Stammesgruppe, nach der Trennung von den anderen vier Arapaho-Stammesgruppen wurden sie von Letzteren verächtlich als Hitouunenno, Hitúnĕna oder Hittiuenina („Bettler“, wörtlich „Schmarotzer“) bezeichnet – da die Arapaho die Haa’ninin als unterlegen bzw. minderwertig betrachteten; als zeitweise Verbündete der feindlichen Blackfoot-Konföderation (circa 1793–1861) konnten sie sich ihre ethnische Eigenständigkeit bewahren und entwickelten sich zu den späteren Gros Ventre oder Atsina (die Blackfoot bezeichneten die Haa’ninin als „Atsíína“ – „wie ein Cree, d. h. Feind“, auch als „Mutiges Volk“ wiedergegeben oder als „Piik-siik-sii-naa“ – „Schlangen, d. h. Feinde“), sie sprechen die heute fast ausgestorbene Sprache bzw. Dialekt Gros Ventre oder Ananin/Ahahnelin, die von den Arapaho verächtlich als Hitouuyeitiit („Sprache der Bettler bzw. Schmarotzer“) bezeichnet wurde; es gibt Hinweise, dass die südliche Stammesgruppe der Haa’ninin, die Staetan Band, zusammen mit Bands der späteren Northern Arapaho die Sprache bzw. Dialekt Besawunena sprachen.

### Entwicklung zu den Gros Ventre (Atsina) und Arapaho
Einst hatte jede der fünf Dialekt- und Stammesgruppen ihren eigenen Oberhäuptling; die vier südlich der Haa'ninin (Gros Ventre / Atsina) lebenden Stammesgruppen teilten oftmals die Ressourcen der jeweiligen Stammesgebiete und campierten zusammen; seit mindestens den letzten 150 Jahren wanderten und campierten die Beesowuunenno’ unter den anderen drei unabhängigen Stammesgruppen – ebenso besuchten diese sich untereinander, so dass sich die einst vier separaten Stammesgruppen (Nanwacinaha'ana, Hánahawuuena, Hinono'eino und Beesowuunenno’) gegen Ende des 18. Jahrhunderts zu den Arapaho (Hinono’eino) zusammenschlossen und die nördliche Stammesgruppe zu den Gros Ventre / Atsina (Haa’ninin) – jedoch ist das exakte Datum sowie der Verlauf dieser Ethnogenese nicht bekannt. Dass es vormals sehr wohl Rivalitäten unter den Stammesgruppen und ein starkes Bewusstsein der eigenen Identität gab, wird durch die mündliche Überlieferung der Ältesten der Arapaho bestätigt, die berichten, dass einst die Hinono’eino („wahren Arapaho“) und Beesowuunenno’ („Big Lodge People“ oder „Brush-Hut/Shelter People“) um den Besitz der allen Arapaho heiligen Stammessymbole – die heilige Pfeife und die heilige Lanze, die beide traditionell von den Beesowuunenno’ bewahrt wurden – kämpften.

### Teilung in Northern und Southern Arapaho
Zum Zeitpunkt des regulären Kontaktes mit amerikanischen Händlern, Jägern und Regierungsvertretern in den frühen 1800er beanspruchten und durchzogen die Hinono'eino (alle Arapaho-Stammesgruppen südlich der Haa'ninin) – oftmals in Begleitung der Cheyenne – große Gebiete der Great Plains; ihre Stammesgebiete reichten vom Norden New Mexicos, Oklahomas und Kansas nordwärts bis nach Wyoming (von den Cheyenne Hetanévo'ēno – „Ort / Land der Arapaho“ genannt) und South Dakota (von den Cheyenne Ho’óhomo'éno – „Land der Sioux“ genannt), wobei sie hierbei meist die westlichen Gebiete der Central Great Plains und die Front Range (3ooxone’ noho’oooyoo’ - „das Hammer[artige]gebirge“) durchstreiften, während die Cheyenne meist die östlichen Gebiete nutzten.
Als große Händler initiierten die Cheyenne und Arapaho die Errichtung des Handelspostens von Bent’s Fort am Upper Arkansas River (hoxeenii-niicie?/hoheenii-niicie? - „Feuerstein-Fluss“) im Jahr 1833, um andere Stämme als Zwischenhändler auszuschalten und direkt bei den amerikanischen Händlern ihre Waren eintauschen zu können. Als daher zwischen 1815 und 1840 viele südliche Bands der Arapaho und Cheyenne begannen, weiter nach Süden bis zum Arkansas River vorzustoßen, brachte sie dies in einen schnell eskalierenden Konflikt mit den die Südlichen Plains als Militär- sowie Handelsmacht politisch dominierenden Bands der Comanchen sowie den Kiowa und Plains Apache – da damals große Gebiete nördlich des Arkansas River über den Smoky Hill River (ca. 1750 - Anfang 19. Jhd. als River of the Padoucas/Comanches bekannt) bis zum North Platte River (bis 1805 als Padouca/Comanche Fork bekannt) zur Comancheria, dem Machtbereich dieser Stammes-Allianz zählte. Um den Handel mit Bent’s Fort zu kontrollieren und um sich Zugang – notfalls mit Gewalt – zu den Märkten der Pueblo und Mexikaner in New Mexico sowie zu den riesigen Bisonherden und Mustangherden der Südlichen Plains von Texas, New Mexico und Oklahoma zu sichern, führten die verbündeten Arapaho und Cheyenne (entgegen den Gepflogenheiten der Kriegstaktiken der Plains von Aktion (Überfall) und Reaktion (Vergeltung) mit meist wenigen Toten) einen riskanten und brutalen sowie hohe eigene Opferzahlen in Kauf nehmenden Krieg gegen die Stämme des Südens, um so viele gegnerische Krieger wie möglich töten zu können. Den zudem durch die Pocken (1817 und 1848) geschwächten Comanche, Kiowa und Plains Apache wurde nach mehreren extrem brutalen und teilweise verlustreichen Auseinandersetzungen – bei denen sie mehrmals weit über 1.000 Pferde verloren – klar, dass die Cheyenne und Arapaho hierdurch klarstellen wollten, dass sie beabsichtigten, ihre neu gewonnenen Gebiete in Colorado und Kansas sowie Teilen von New Mexico und Oklahoma nicht mehr aufzugeben. Daher schlossen 1840 die beiden erschöpften Stammes-Allianzen – unter Vermittlung der Kiowa und Kiowa Apache (Plains Apache), die mit den Arapaho durch Heiraten verwandt waren – ein starkes Militärbündnis, das durch die Übergabe von Tausenden von Pferden seitens der Comanche, Kiowa und Plains Apache an die militärisch siegreichen Cheyenne und Arapaho besiegelt wurde. Hierdurch etablierten sich diese nun als Southern Cheyenne und Southern Arapaho bezeichneten Stammesgruppen bald als erfolgreiche Händler des Santa Fe Trails.
Die nördlichen Bands der Arapaho – die nun ebenfalls meist als Northern Arapaho bekannt waren – waren im Gegensatz zu ihren südlichen Verwandten konservativer und versuchten sich meist von den Weißen fernzuhalten und autonom zu leben, zogen daher weiter nordwärts in die Gebiete des Powder Rivers (ce’i3ee-niicie - „Pulver-Fluss“) und des Yellowstone Rivers (bees-niicie - „großer Fluss“) nördlich des Platte Rivers; zum Handel kamen sie nach Fort Laramie (wo’teen-no’oowu’ - „schwarzes (Soldaten) Haus“, wo’teen-nih’oo3ou-no’oowu’ - „schwarze (Menschen) Haus“), einem 1834 am Zusammenfluss des Laramie River und des North Platte River (bei’i’ei-niicie - „Muschel-Fluss“) errichteten Handelsposten (späteres Armeefort) im Südosten von Wyoming.
Gegen 1840 hatten die südlichen und nördlichen Bands eine eigenständige Identität als Southern Arapaho und als Northern Arapaho entwickelt; die Grenze der Stammesgebiete war der South Platte River in Colorado – hier befand sich auch im Gebiet der heutigen Stadt Denver (niinenii-niicie - „Talgfluss“) ein traditioneller Versammlungsplatz für beide Stammesgruppen der Arapaho sowie ein wichtiger Handelsplatz für benachbarte Stämme. (Siehe auch: Southern und Northern Cheyenne):
- Northern Arapaho oder Nördliche Arapaho: nannten sich selbst Nank’haanseine’nan („Wüsten-Beifuß-Volk“) oder Nookhose’iinenno („Weißer-Salbei-Volk“) und wurden von den Southern Arapaho als Bo’ooceinenno’ oder Baachinena („Seidiger-Hartriegel-Volk“) bezeichnet; die Kiowa nannten sie ebenfalls Tägyäko („Wüsten-Beifuß-Volk“), eine Übersetzung ihrer Eigenbezeichnung. Ursprünglich nur die historische Stammesgruppen der Hinono’eino („wahren/eigentlichen Arapaho“) umfassend, gingen später in ihnen auch zwei weitere Stammesgruppen auf – die Hánahawuuena und Beesowuunenno’; es gibt heute noch etwa 50 Stammesmitglieder unter den Northern Arapaho mit Beesowuunenno’-Vorfahren. Sie sind heute die Bewahrer der heiligen Stammessymbole (die ursprünglich den Beesowuunenno’ gehörten) und werden von allen Arapaho Bands als Nucleus oder als der Mutterstamm aller Arapaho angesehen. In der Zeichensprache auf den Plains (Plains Indian Sign Language) werden sie daher auch mit dem Zeichen für „Muttervolk“ kenntlich gemacht.
- Southern Arapaho oder Südliche Arapaho: nannten sich selbst Náwunena oder Noowunenno („Südliches Volk“), wurden daher ebenfalls von den Northern Arapaho als Nawathi’neha („im Süden/südwärts lebendes Volk“) genannt; die Kiowa nannten sie Ähayädal (Pluralname für die Wildpflaume). In der Zeichensprache wurden die Southern Arapaho durch das Reiben des Zeigefingers entlang der Seite der Nase gekennzeichnet. In ihnen ging die historische Stammesgruppe der Nanwacinaha’ana / Noowothiineheeno’ („Südliches Volk“) und einige der Beesowuunenno’ auf. Eine große Band der Southern Arapaho von circa 250 Personen zog weiter südwärts auf die südlichen Plains von Texas, schloss sich dort den einst feindlichen Comanche an und wurde als Saria Tʉhka / Sata Teichas Band („Hundeesser“) Teil der Comanche. (Dies war nicht ungewöhnlich, oftmals schlossen sich kleinere und politisch-militärisch schwächere Bands benachbarten mächtigeren Völkern an: den Comanche schlossen sich auch Bands der Shoshone und Plains Apache (Kiowa Apache) an).

Durch die Verträge von Fort Laramie von 1851 und 1868 wurde die Trennung in Northern Arapaho (Nördliche Arapaho) und Southern Arapaho (Südliche Arapaho) von den USA offiziell anerkannt und festgeschrieben, so dass die beiden heute zwei auf Bundesebene anerkannte Stämme (sog. federally recognized tribes) bilden.

## Sprache
Die Arapaho und die mit ihnen eng verwandten Gros Ventre sprachen ursprünglich fünf verschiedene Arapaho-Idiome, die jeweils den einzelnen Stammesgruppen zuzuordnen sind. Die Arapaho-Dialekte (Sprachcode nach ISO 639-2: arp) gehören zusammen mit Cheyenne (Tsêhesenêstsestôtse) und Blackfoot (Ni’tsiitapipo’ahsin) der Algonkin-Sprachfamilie an. Diese Plains-Algonkin-Regionalgruppe ist allerdings mehr kulturell und geografisch definiert als durch Sprache, da die Unterschiede zwischen den hier angeführten Sprachen so stark waren, dass sich die drei Gruppen gegenseitig nicht verständigen konnten, sondern durch Zeichensprache auf den Plains kommunizierten. Heute wird Tsêhesenêstsestôtse (Cheyenne) noch von etwa 1700 Cheyenne in den Bundesstaaten Montana und Oklahoma in den USA gesprochen.

## Kulturgeschichte
Weil die meisten Indianervölker, die der Algonquian-Sprachfamilie angehören, im Kulturgebiet des Nordöstlichen Waldlands anzutreffen sind, kann man davon ausgehen, dass auch die Arapaho aus der Kulturschicht des Woodland Complex hervorgegangen sind. Höchstwahrscheinlich lebten die Vorfahren des späteren Arapaho-Volks im heutigen Minnesota und North Dakota, bevor sie in die Großen Ebenen vordrangen. Es fehlen aber direkte archäologische oder historische Belege, um den Zeitraum dieses Kulturwandels genauer zu bestimmen. Es darf aber angenommen werden, dass die Verbreitung von freilebenden Mustangs nach Norden den Kulturkomplex einer Pferdekultur überhaupt erst möglich machte.
Zum Zeitpunkt der europäischen Expansion durchschweiften die Arapahos das Gebiet der späteren US-Bundesstaaten South Dakota, Nebraska, Colorado, Wyoming und Kansas. Sie wohnten in kegelförmigen Lederzelten (Tipi), die von den Frauen aus Bisonhäuten und Holzstangen errichtet wurden. Die Lebensgrundlage bildete die Jagd auf Bisons, Gabelböcke und andere Wildtiere und in weit geringerem Umfang das Sammeln von Pflanzen, Früchten, Beeren und Nüssen. Ihr materieller Besitz war einer mobilen Lebensweise optimal angepasst. Ein ganzes Zeltdorf konnte binnen einer Stunde zusammengepackt und reisefertig gemacht werden. Im Winter teilte sich der Stamm in kleine Lager auf, die in den Ausläufern der Rocky Mountains im heutigen Bundesstaat Colorado Schutz suchten. Im späten Frühjahr zogen sie in größeren Lagerverbänden in die Großen Ebenen hinaus, um Präriebisons am Ende der Tragzeit zu jagen. Im Hochsommer versammelten sich die verschiedenen Lokalgruppen wieder am Fuß der Rocky Mountains im heutigen Colorado, um den Bergbison zu bejagen. Im Spätsommer und Herbst kehrten sie in die Großen Ebenen zurück, um ihre Zeremonien, vor allem den jährlichen Sonnentanz, abzuhalten und Gemeinschaftsjagden auf die Bisonherden zu veranstalten, die sich zur Brunftzeit versammelt hatten.
Die Arapaho-Kinder fischten und jagten oft mit den Erwachsenen, hatten aber auch genügend Freizeit für viele Arten von Spielen. Besonders beliebt war ein Wurfspiel, bei dem im Laufen ein rollender Netzreifen mit einem Wurfpfeil getroffen werden musste.

## Geschichte
Die politische und militärische Geschichte der Arapaho nach Ankunft der Europäer entspricht bis zum Jahr 1878 weitgehend der Geschichte der Cheyenne, mit denen sie seit 1800 ein starkes Handels- sowie Militärbündnis geschlossen hatten, ohne ihre eigene Sozialordnung aufzugeben. Später wurde dieses Bündnis von den jeweiligen Stammesteilen nochmals erweitert: Die Northern Arapaho und Northern Cheyenne hatten seit 1826 das Bündnis im Norden mit ihren einstigen Feinden – den Sioux-sprachigen Lakota Sioux sowie einigen Bands Yanktonai und Yankton erweitert; die Southern Arapaho und Southern Cheyenne hingegen schlossen nach langen erbitterten Kämpfen mit den Stämmen der Comancheria – die ebenfalls eine mächtige Stammesallianz aus Comanche, Kiowa sowie Plains Apache bildeten – einen dauerhaften Frieden und ein starkes Militärbündnis. Hierbei zeigt sich, dass die indigenen Völker Nordamerikas meist nicht als einzelne Stämme, Völker oder Nationen im Handel sowie im Krieg agierten, sondern in großen Stammesallianzen zum gegenseitigen Schutz organisiert waren, diese Allianzen umfassten oftmals ethnisch sowie sprachlich verschiedene Stämme. Die Gros Ventre hingegen hatten sich der Blackfoot-Konföderation angeschlossen (die neben den Algonkin-sprachigen Blackfoot und Gros Ventre auch die athapaskischsprachigen Sarcee umfasste), die zu den Feinden der Arapaho zählten. Um sich innerhalb der Stammesallianzen sowie gegenüber anderen Stämmen verständlich machen zu können (da ja die einzelnen Stämme verschiedene untereinander nicht verständliche Sprachen verwendeten) entwickelten die Plainsstämme eine Zeichensprache, die sog. Plains Indian Sign Language (PISL). Betrachteten die europäischen Einwanderer die Arapaho oder Cheyenne jeweils als ein politisch einiges sowie homogenes Volk oder „Nation“ (und machten daher oftmals alle Stammesangehörigen für die Handlungen einzelner Bands verantwortlich), umfassten die Cheyenne ursprünglich drei separate Völker (Tsé-tsêhéstâhese, Masikota und Só'taeo'o) und die Arapaho ganze vier (Nanwacinaha'ana, Hánahawuuena, Hinono'eino, Beesowuunenno') – beide Völker hatten jedoch politische, religiöse und soziale Systeme und Organisationen entwickelt, um eine gemeinsame politische Idee von einer Nation oder einem Stamm aufzubauen.
Zusammen mit den Cheyenne standen sie in starkem Wettbewerb mit den Stämmen der Südlichen Plains – vor allem den Pawnee und Comanche – von denen sie ihre Pferde bezogen, sofern sie nicht ihre eigenen Pferdeherden durch Zucht vermehrten. Mit den Lakota waren sie lose verbündet. Da die Arapaho und Cheyenne zudem ihre Pferde auch durch Raub erlangten und Zugang zu den Handelsgütern (besonders Gewehre, Munition, Metallwaren, Messer, Ahlen, Äxte, Tomahawks, Kessel und Alkohol) der Franzosen und Spanier beanspruchten, bekämpften sie die Pawnee, Comanche sowie Kiowa und Kiowa-Apachen unerbittlich. Zuletzt mussten die Comanche und Kiowa den Arkansas River als nördlichste Grenze der Comancheria auf Druck der südwärts ziehenden Arapaho und Cheyenne anerkennen.
Durch ihre Zwischenstellung zwischen Felsengebirge und Großen Ebenen beteiligten sie sich aber auch am Pelzhandel mit anderen Stämmen und europäischen Siedlern. Ihr Name Arapaho wird nach allgemeiner Übereinkunft von dem Pawnee-Wort für „Händler“ hergeleitet. Manche Quellen meinen auch, Arapaho leite sich aus der Sprache der feindlichen Crow her und bedeute Enemy with Many Skins (‚Feinde mit vielen Pelzen‘), was dieselbe Bedeutung impliziert, da nur ein Volk in Besitz von vielen (überzähligen) Pelzen Handel treiben konnte.
Meist kämpften sie jedoch gegen ihre traditionellen Feinde, die Östlichen Shoshone (auch Eastern Shoshone), Blackfoot, Absarokee (auch Crow), Assiniboine, Plains Cree und Ute. Hierbei kamen sie auch in Konflikt mit den Jicarilla Apache, Verbündeten der Ute, sowie den Mescalero Apache. Ab 1840 schlossen sie zusammen mit den Cheyenne ein Defensiv-Bündnis mit den dominanten Stämmen der Südlichen Plains – den Comanche, Kiowa und Kiowa-Apachen – gegen die aus dem Osten vertriebenen Stämme, die nun auf die Plains und in die Berge vordrangen und die schwindenden Bisonherden den hier ansässigen Stämmen streitig machten, sowie gegen die Siedler, die sich immer mehr Land aneigneten.
Der Vertrag von Fort Laramie 1868 unterschied drei Hauptabteilungen der Arapaho: die Northern Arapaho, die Southern Arapaho und die Gros Ventres oder Atsina. Im Vertrag vom Little-Arkansas-Fluss wurde 1865 die Cheyenne-Arapaho-Reservation in den späteren US-Bundesstaaten Oklahoma und Kansas eingerichtet, deren Landbasis schon zwei Jahre später im Medicine-Lodge-Vertrag von 1867 auf weniger als die Hälfte zusammengestrichen wurde. Nach den Bestimmungen des General-Allotment-Gesetzes (Dawes Act) wurde 1891 das kollektive Stammesland der Cheyenne-Arapaho-Reservation privatisiert, d. h. auf einzelne Indianer mit individuellem Erbgang überschrieben, und der Rest zur europäischen Besiedlung freigegeben. 1878 wurde die Northern-Arapaho-Reservation im heutigen Bundesstaat Wyoming eingerichtet, die seit 1937 als Wind-River-Reservation bekannt ist. 1888 wurde für die Gros Ventre und die Assiniboine oder Nakoda die Fort-Belknap-Reservation im heutigen Montana eingerichtet. Die Mehrzahl der Gros Ventres waren bereits nach 1862 zum Christentum übergetreten.

## Gegenwart
Die Arapaho sind heute nach wie vor in zwei auf Bundesebene anerkannte Stämme (sog. federally recognized tribes) aufgeteilt:
Die Wind River Indian Reservation (niit-iine’etii-no’ - „wo wir leben“) in Wyoming (mit 8.995,73 km² die siebtgrößte Reservation) bewohnen heute die Nördlichen Arapaho als The Northern Arapaho Tribe zusammen mit dem Shoshone Tribe of the Wind River Reservation der „Östlichen Shoshone (Eastern Shoshone)“, Verwaltungssitz ist Fort Washakie und der größte Ort Riverton (hooxono’oo - „auf der anderen Flussseite“). Im Juli 2005 gewannen die Nördlichen (Northern) Arapaho eine Klage gegen den Staat Wyoming und durften seither drei Indianerkasinos bauen, die ersten (und bisher) einzigen Wettspielstätten im Staat Wyoming. Heute betreiben die „Östlichen Shoshone (Eastern Shoshone)“ das Rose Casino, die „Nördlichen Arapaho“ das Wind River Hotel and Casino, Little Wind Casino und das 789 Smoke Shop & Casino. Die „Nördlichen (Northern) Arapaho“ beziehen Einkünfte vor allem aus dem Verkauf von Bodenschätzen und den Gewinnen aus den Casinos. Im Jahr 2017 lebten insgesamt 26.855 Menschen auf der Reservation, darunter 17.303 Weiße, nur 7.972 Native Americans (d. h. Northern Arapaho und Eastern Shoshone) sowie weitere Ethnien.
Die Südlichen Arapaho bilden gemeinsam mit den Southern Cheyenne die The Cheyenne and Arapaho Tribes of Oklahoma, mit Stammeszentrum in Concho (kooyéíhei’ít - „Er zieht etwas heraus (wie Tipi-Pfähle vom Boden)“), Oklahoma. Die Cheyenne and Arapaho Tribes betreiben ebenfalls drei Kasinos im US-Bundesstaat Oklahoma, das Lucky Star Casino in Clinton, das Lucky Star Casino in Concho, das Lucky Star Casino in Watonga (wó’teen-koo’óh - „schwarzer Kojote“, nóóku cowó’(oo) - „rennendes Kaninchen“), das Lucky Star Casino in Hammon und das Lucky Star Casino in Canton (woox-ú’ei-t nookucowoot - „Er hat ein hässliches Gesicht“). Die „Südlichen (Southern) Arapaho“ beziehen Stammeseinkünfte aus Ölquellen und kommerziellen Unternehmen wie Zigarettenverkauf und Landwirtschaft sowie aus den Gewinnen der Kasinos. Sie leben nicht auf einer Reservation, sondern in dem „Tribal Area“ Cheyenne-Arapaho OTSA mit insgesamt 187.338 Menschen, darunter 155.193 Weiße und 6.975 Native Americans (Southern Arapaho und Southern Cheyenne) sowie weitere Ethnien. Nach offiziellen Angaben zählen jedoch die „Tribes“ im Jahr 2011 insgesamt 12.185 Stammesmitglieder.
Nur noch wenige Arapaho sprechen heute ihre eigene Sprache, die meisten davon sind Angehörige der Northern Arapaho. Wie für viele andere Indianersprachen auch wurden aber Programme ins Leben gerufen, um die Sprache vor dem Verschwinden zu bewahren.

## Häuptlinge der Arapaho

### Nördliche Arapaho (Northern Arapaho)
- Friday. Er wurde von den Amerikanern auch Friday Fitzpatrick[17] oder Chief Black Spot genannt[18], bei den Arapaho zuletzt als Teenokuhu – „Sits Brooding, Sits meekly“ – „Sitzt Grübelnd, Sitzt lammfromm, stumm“ bekannt, ca. 1824 – wurde einst zusammen mit zwei anderen Arapaho-Jungen während eines Stammestreffens 1831 von seiner Gruppe getrennt und vom Mountain Man Thomas Fitzpatrick auf den Plains an einem Freitag (englisch Friday) gefunden und adoptiert, Fitzpatrick schickte Friday nach St. Louis und zur Schule, auf der er Englisch erlernte. Auf einer von Fitzpatricks Handelsexpeditionen nach Westen erkannte 1838 eine Arapaho Friday als ihren verlorenen Sohn;[19] daraufhin schloss sich dieser wieder seinem Volk an und diente diesem als Übersetzer, Ratgeber und Diplomat auf Grund seiner Englischkenntnisse. Später wurde er Häuptling einer Gruppe der Nördlichen Arapaho, jedoch schwand sein Einfluss bis Mitte der 1870er Jahre durch den Aufstieg von Black Coal und Sharp Nose. Ab dieser Zeit wird er meist nur noch als Übersetzer in den offiziellen Dokumenten geführt.
- Black Bear (Wo’teenox – „Schwarzer Bär“) war ein bedeutender Häuptling der Nördlichen Arapaho. Während der Powder River Expedition 1865 entdeckte General Connor im späten August ein etwa 500 Menschen umfassendes großes Lager der Nördlichen Arapaho unter Black Bear und Medicine Man am Tongue River. Um 7 Uhr 30 am 29. August 1865 überfiel General Connor mit 400 Kavalleristen und 80 Pawnee-Scouts das Lager, das zu dieser Zeit meist aus Frauen, Kindern, Alten und wenigen Kriegern bestand, da Black Bear mit den meisten Kriegern gegen die Crow entlang des Big Horn Rivers kämpfte, zerstörte Zelte, Kleidung, Decken und Lebensmittel – somit die gesamten Wintervorräte. Dem darauffolgenden Gegenangriff der Krieger unter Medicine Man hielt Connor dank zweier Haubitzen stand. Bei diesem Kampf (Battle of the Tongue River oder Connor Battle) wurden 50 Arapaho getötet und etwa 1.000 Pferde von der Armee erschossen, etwa ein Drittel der gesamten Herde, daraufhin verbündete er sich mit dem führenden Häuptling der Lakota, Red Cloud, um gemeinsam gegen die Weißen vorzugehen.
- Medicine Man (*? – starb 1871), war ein führender Häuptling der Nördlichen Arapaho, hatte zusammen mit Black Bear das ca. 500 Menschen umfassende große Lager der Nördlichen Arapaho am Tongue River errichtet und versuchte dieses am 29. August 1865 in der Battle of the Tongue River (oder Connor Battle) gegen General Connor’s 400 Kavalleristen und 80 Pawnee-Scouts zu verteidigen,[20] das zu dieser Zeit meist aus Frauen, Kindern, Alten und wenigen Kriegern bestand, da Black Bear mit den meisten Kriegern gegen die Crow entlang des Big Horn Rivers kämpfte. Die gesamten Wintervorräte wurden vernichtet und etwa 1.000 Pferde von der Armee erschossen, etwa ein Drittel der gesamten Herde. Das war ein taktischer Sieg für die Armee, der die Fähigkeit der Arapaho, den Bozeman Trail zu bedrohen, für eine Weile unterband. Daraufhin verbündete Medicine Man sich mit dem führenden Häuptling der Lakota, Red Cloud, um gemeinsam gegen die Weißen vorzugehen.
- Plenty Bear („Viele Bären“, Häuptling der Nördlichen Arapaho, schloss sich mit seiner Band bestehend aus etwa 34 Tipis (sprich Familien) – zusammen mit den Häuptlingen der Nördlichen Cheyenne sowie der Brulé Lakota den Oglala Lakota in Fort Laramie an)
- Scabby Bull (bedeutender Kriegshäuptling der Nördlichen Arapaho. Er bekämpfte in den 1860er und 1870er Jahren die US-Armee sowie die weißen Siedler voller Hass)
- Sorrel Horse („Fuchsrotes Pferd“), bedeutender Häuptling der Nördlichen Arapaho, schloss sich 1866 nach der Battle of the Tongue River dem Lakota-Häuptling Red Cloud und dessen Bündnis aus Lakota, Nördlichen Arapaho und Nördlichen Cheyenne an und bekämpfte die Weißen im Red-Cloud-Krieg (1866–1868) (auch Bozeman-Trail- oder Powder-River-Krieg).
- Black Coal (Wo’ooseinee, Niawasis – „Schwarze Kohle“; * 1840; † 10. Juli 1893), Mitglied der Antelope-Gruppe der Nördlichen Arapaho, zuerst neben Sharp Nose einer der jungen Kriegshäuptlinge,[21] nahm im Oktober 1867 an den Verhandlung in Fort Laramie teil. 1871 wurde er nach dem Tod von Medicine Man zum führenden Häuptling. Am 4. Juli 1874 wurde sein Lager entlang des Wind River (Wyoming) vom 2. Kavallerie-Regiment unter Captain A. Bates und Shoshone-Scouts angegriffen. Obwohl 26 Arapaho getötet und 20 verwundet wurden und nur 4 Soldaten und 4 Shoshone-Scouts getötet, gelang es den Arapaho, die Armee zurückzuschlagen. Black Coal wurde im Kampf in der Brust schwer verwundet. Diese Attacke überzeugte Black Coal, sich zu ergeben, und er wurde sogar Armee-Scout; als dieser nahm er an der Attacke im November 1876 auf das Lager der Nördlichen Cheyenne unter Dull Knife (Morning Star) teil[22].
- Sharp Nose (Heeniibeet – „he has a long nose“ – „er hat eine lange Nase“, auch Ta-qua-wi oder Papesto genannt), Kriegshäuptling der Nördlichen Arapaho, war maßgeblich an den Kriegen des Lakota-Medizinmannes Sitting Bull gegen die Weißen beteiligt, Nachfolger von Black Coal als Häuptling.
- Little Wolf („Kleiner Wolf“, auch Little Coyote – „Kleiner Kojote“, nicht zu verwechseln mit dem weitaus berühmteren gleichnamigen Häuptling der Nördlichen Cheyenne Little Wolf (Little Coyote))
- White Horse (Woxhoox nookeih – „Weißes Pferd“)

### Südliche Arapaho (Southern Arapaho)
- Chief Niwot (von den Arapaho Nowooth / Nawat genannt, im Englischen oftmals daher als Left Hand(-ed) – „Linke Hand, Linkshänder“ bezeichnet, ca. 1825–1864), Häuptling einer Gruppe der Südlichen Arapaho entlang der Front Range und im Boulder Valley, nahe dem heutigen Boulder, Colorado, im Herbst 1858 schloss er trotz des Widerstands seiner Unterhäuptlinge Bear Head und Many Whips mit den ersten Goldsuchern unter Captain Thomas Aikins im Boulder Valley einen prekären Frieden, nachdem er von diesen unter Druck gesetzt wurde sowie durch den warnenden Traum eines Arapaho-Schamanen, siedelte mit ca. 10 Tipis und somit ca. 60 Stammesmitgliedern zusammen mit den Südlichen Cheyenne als Nachweis ihrer Friedfertigkeit entlang des Big Sandy Creek, einem Nebenfluss des Arkansas River, starb am 29. November 1864 durch den Überfall während des Sand-Creek-Massakers unter Befehl von John M. Chivington, nur eine Handvoll der Südlichen Arapaho entkam.
- Little Raven („Kleiner Rabe“, wörtlich jedoch Oh-has-tee, Hosa, Houu hokecii(h) – „Junge, Kleine Krähe“, * um 1820; † 1889), vermittelte 1840 den Frieden zwischen den Südlichen Plains-Stämmen (Comanche, Kiowa, Kiowa-Apachen) und den Südlichen Arapaho und Südlichen Cheyenne, war von 1855 bis 1889 vielleicht der bedeutendste Häuptling der Südlichen Arapaho, lagerte 1868 zusammen mit den Häuptlingen Big Mouth, Yellow Bear und Spotted Wolf in einem ca. 180 Tipis umfassendes Winterlager der Südlichen Arapaho zusammen mit den Südlichen Cheyenne, Comanche, Kiowa und Kiowa-Apachen, ca. insgesamt 6.000 Indianern, entlang des Oberen Washita River, als das Lager der Südlichen Cheyenne unter den Häuptlingen Black Kettle (wo’teenooo, wo’teeno’o) und Little Rock am 27. November 1868 in der Battle of Washita River (Massaker am Washita) im Morgengrauen von dem 7. U.S. Kavallerie-Regiment unter George Armstrong Custer 1873 angegriffen wurden, 1873 umfasste seine Gruppe noch 64 Tipis (oder Familien),[23] versuchte seine Gruppe aus den Ausrottungskriegen der US-Armee herauszuhalten und war Mitunterzeichner der Verträge von Fort Wise (18. Februar 1861), Little Arkansas (14. Oktober 1865) und Medicine Lodge Creek (16. Oktober 1867), einflussreichster und seit der Reservationszeit oberster Häuptling der Südlichen Arapaho.
- Big Mouth (Häuptling) („Großer Mund“), Häuptling einer Gruppe der Südlichen Arapaho, lagerte 1868 zusammen mit den Häuptlingen Little Raven, Yellow Bear und Spotted Wolf in einem ca. 180 Tipis umfassendes Winterlager der Südlichen Arapaho zusammen mit den Südlichen Cheyenne, Comanche, Kiowa und Kiowa-Apachen, ca. insgesamt 6.000 Indianern, entlang des Oberen Washita River, als das Lager der Südlichen Cheyenne unter den Häuptlingen Black Kettle und Little Rock am 27. November 1868 in der Battle of Washita River im Morgengrauen von dem 7. U.S. Kavallerie-Regiment unter George Armstrong Custer angegriffen wurde, 1873 umfasste seine Gruppe noch 65 Tipis (oder Familien), war treuer Anhänger und Freund von Little Raven.
- Yellow Bear („Gelber Bär“), Häuptling einer Gruppe der Südlichen Arapaho, 1868 hatten entlang des Oberen Washita River insgesamt ca. 6.000 Südliche Cheyenne, Kiowa, Comanche, Kiowa-Apachen und der Südlichen Arapaho unter den Häuptlingen Little Raven, Big Mouth und Spotted Wolf, am 27. November 1868 wurde in der Battle of Washita River das Lager der Südlichen Cheyenne unter Black Kettle und Little Rock im Morgengrauen von dem 7. U.S. Kavallerie-Regiment unter George Armstrong Custer angegriffen, wobei beide Häuptlinge den Tod fanden, Yellow Bear’s und andere Südliche Arapaho sowie Cheyenne und Kiowa griffen erfolgreich Custers Nachhut unter Major Joel Elliot an, 19 Soldaten und der Major wurden umzingelt und alle getötet, ergab sich danach 1868 in Fort Cobb.
- Spotted Wolf („gefleckter Wolf“), Häuptling einer Gruppe der Südlichen Arapaho, lagerte 1868 zusammen mit den Häuptlingen Little Raven, Yellow Bear und Big Mouth in einem ca. 180 Tipis umfassendes Winterlager der Südlichen Arapaho zusammen mit den Südlichen Cheyenne, Comanche, Kiowa und Kiowa-Apachen, ca. insgesamt 6.000 Indianern, entlang des Oberen Washita River, als das Lager der Südlichen Cheyenne unter den Häuptlingen Black Kettle und Little Rock am 27. November 1868 in der Battle of Washita River im Morgengrauen von dem 7. U.S. Kavallerie-Regiment unter George Armstrong Custer 1873 angegriffen wurde.
- Nawat (Nowooth, Niwot, im Englischen Left Hand(-ed) – „Linke Hand, Linkshänder“, * 1840 – starb am 20. Juni 1911), nicht verwandt und zu verwechseln mit dem gleichnamigen Häuptling Chief Niwot, der während des Sand-Creek-Massakers 1864 getötet wurde, berühmter Krieger und Jäger, Häuptling der Waquithi (‚Bad Faces‘)-Gruppe der Südlichen Arapaho,[24] nahm an mehreren kriegerischen Unternehmungen gegen die Weißen teil, seit der Unterzeichnung des Vertrags von Medicine Lodge 1867 verhielt er sich friedlich, um 1873 umfasste seine Gruppe noch 30 Tipis (oder Familien), oberster Häuptling der Südlichen Arapaho seit dem Tod von Little Raven in 1889, unterstützte 1890 trotz Todesdrohungen seitens der Südlichen Cheyenne das General-Allotment-Gesetz (Dawes Act) und somit die Privatisierung des kollektiven Stammeslandes der Cheyenne-Arapaho-Reservation sowie die Öffnung der Reservation für weiße Siedler, als er erblindete übergab er 1908 die Häuptlingswürde an Bird Chief[25].
- Bird Chief, Häuptling einer Gruppe der Südlichen Arapaho, um 1873 umfasste diese noch 70 Tipis (oder Familien), wurde 1908 Nachfolger von Nawat als oberster Häuptling der Südlichen Arapaho.
- Powder Face (Kriegshäuptling einer Gruppe der Südlichen Arapaho in den 60er Jahren des 19. Jhdts, um 1873 umfasste diese noch 25 Tipis (oder Familien), setzte sich später für Frieden mit den Weißen ein, seitens der Amerikaner zu einem Distrikt-Häuptling auf der Reservation ernannt)
- Little Chief („Kleiner Häuptling“, besser „Junger Häuptling“, nicht zu verwechseln mit dem weitaus berühmteren gleichnamigen Häuptling der Nördlichen Cheyenne)